# Asociación Internacional de Juegos Mundiales
La Asociación Internacional de Juegos Mundiales (IWGA en inglés) es una confederación deportiva internacional reconocida por el Comité Olímpico Internacional (COI), que organiza desde 1981 los evento multideportivos conocidos como los Juegos Mundiales, donde participan disciplinas deportivas que no son parte del programa de los Juegos Olímpicos organizados por el COI.

## Federaciones
Las federaciones que conforman la asociación son:
- Aikido: Federación Internacional de Aikido
- Deportes aeronáuticos: Federación Aeronáutica Internacional
- Tiro con arco: Federación Internacional de Tiro con Arco
- Billar: Confederación Mundial de Billar Deportivo
- Culturismo: Federación Internacional de Fisicoculturismo
- Deportes de bolas: Confederación Mundial de Deportes de Bolas
- Bowling: Federación Internacional de Boliche
- Canoa: Federación Internacional de Piragüismo
- Casting (fishing): International Casting Sport Federation
- Baile deportivo: Federación Internacional de Baile Deportivo
- Faustball: Asosiación Internacional de Faustball
- Floorball: Federación Internacional de Floorball
- Frisbee: Federación Mundial de Frisbee
- Fútbol de Salón: Asociación Mundial de Futsal[3]
- Gimnasia: Federación Internacional de Gimnasia
- Balonmano: Federación Internacional de Balonmano
- Hockey sobre césped: Federación Internacional de Hockey
- Jiu-jitsu: Federación Internacional de Jiu-jitsu
- Karate: Federación Mundial de Karate
- Kick boxing: Asociación Mundial de Organizaciones de Kickboxing
- Korfbal: Federación Internacional de Korfbal
- Lacrosse: Federación Internacional de Lacrosse
- Salvamento deportivo: Federación Internacional de Salvamento y Socorrismo
- Muay thai: Federación Internacional de Muaythai Amateur
- Netball: Federación Internacional de Netball
- Orientación: Federación Internacional de Orientación
- Levantamiento de potencia: Federación Internacional de Potencia
- Raquetbol: Federación Internacional de Raquetbol
- Patinaje de Velocidad: Federación Internacional de Patinaje
- Rugby: World Rugby
- Sóftbol: Federación Internacional de Sóftbol
- Escalada: Federación Internacional de Escalada Deportiva
- Squash: Federación Mundial de Squash
- Sumo: Federación Internacional de Sumo
- Surf: Asociación Internacional de Surf
- Juego de la soga: Federación Internacional de Sogatira
- Deportes subacuáticos: Confederación Mundial de Actividades Subacuáticas
- Esquí acuático y Wakeboarding: Federación Internacional de Esquí Acuático